# Galatasaray Istanbul/Saison 1924/25

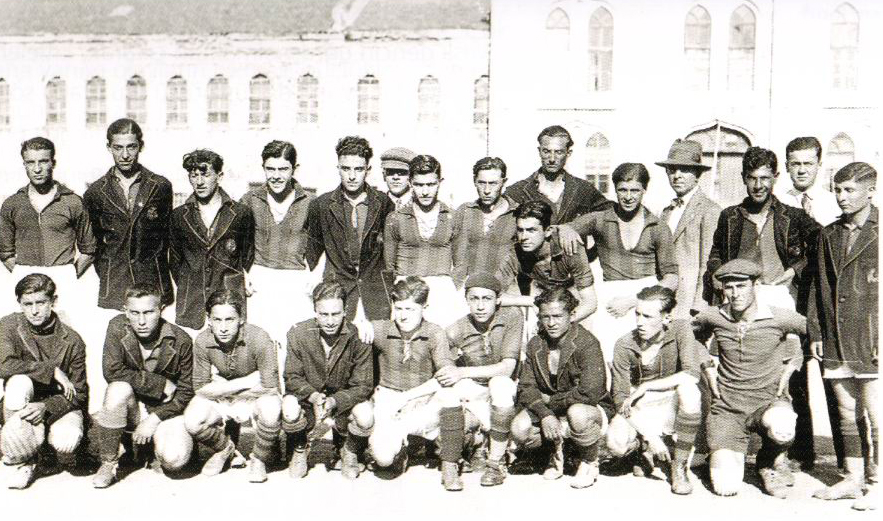
Die Mannschaften von Galatasaray und Fenerbahçe vor dem Anpfiff (1924/25)

Die Saison 1924/25 von Galatasaray Istanbul war die 19. Saison in der Vereinsgeschichte und die 12. Saison in der İstanbul Futbol Ligi. Der Klub beendete die Saison auf dem 1. Platz und gewann diese zum fünften Mal.

## Personalien

### Kader
| Nat.       | Name                     |
| Torhüter   | Torhüter                 |
| ---------- | ------------------------ |
| Turkei     | Cahit                    |
| Turkei     | Ulvi Yenal               |
| Abwehr     |                          |
| Turkei     | Burhan Atak              |
| Turkei     | Ali Gençay               |
| Turkei     | Mehmet Nazif Gerçin      |
| Turkei     | Müçteba Remzi            |
| Turkei     | Kerim Özdor              |
| Mittelfeld |                          |
| Turkei     | Suphi Batur              |
| Turkei     | Nihat Bekdik             |
| Turkei     | Necip Şahin Erson        |
| Turkei     | Hayri Cemil Gönen        |
| Turkei     | Kemal Rıfat Kalpakçıoğlu |
| Angriff    |                          |
| Turkei     | Mithat Ertuğ             |
| Turkei     | Kemal Faruki             |
| Turkei     | Şadi Kavur               |
| Turkei     | Mehmet Leblebi           |
| Turkei     | Edip Ossa                |
| Turkei     | Muslih Peykoğlu          |
| Turkei     | Nesim Pinhas             |

## Saison
Alle Ergebnisse aus Sicht von Galatasaray Istanbul.
Die Tabelle listet alle İstanbul-Futbol-Ligi des Vereins der Saison 1924/25 auf. Siege sind grün, Unentschieden gelb und Niederlagen rot markiert.

### İstanbul Futbol Ligi
| ST | Datum          | Gegner            | Ergebnis |
| -- | -------------- | ----------------- | -------- |
| HF | 31. Juli 1925  | Beşiktaş Istanbul | 6:1      |
| F  | 2. August 1925 | Vefa Istanbul     | 4:0      |

### Vatan Gazi Kupası
| Datum           | Gegner              | Ergebnis | Tor(e) für Galatasaray Istanbul |
| --------------- | ------------------- | -------- | ------------------------------- |
| 23. Januar 1925 | Fenerbahçe Istanbul | 0:0      | keine                           |

### Stadyum Kupası
| Datum          | Gegner              | Ergebnis | Tor(e) für Galatasaray Istanbul |
| -------------- | ------------------- | -------- | ------------------------------- |
| 24. April 1925 | Fenerbahçe Istanbul | 0:0      | keine                           |

### Tayyare Kupası
| Datum         | Gegner              | Ergebnis | Tor(e) für Galatasaray Istanbul |
| ------------- | ------------------- | -------- | ------------------------------- |
| 12. Juni 1925 | Fenerbahçe Istanbul | 0:1      | keine                           |